# Joshua Ward

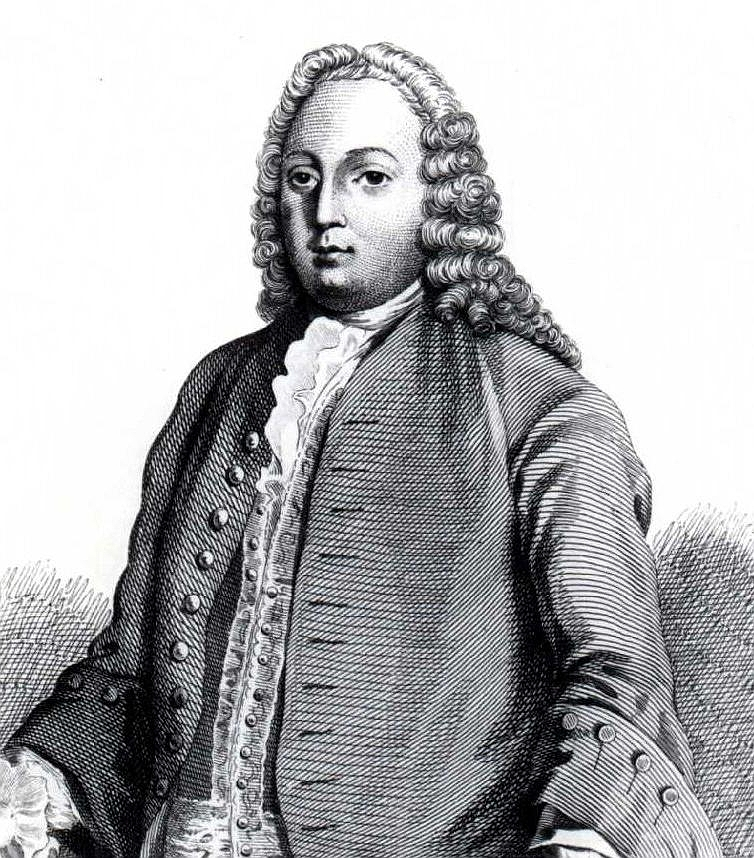
Joshua Ward

Joshua Ward (* 1685; † 21. November 1761 in London) war ein englischer Pharmazeut (Quacksalber) und Chemiker.
Ward’s Familie stammte aus Wolverton Hall in Suffolk. Über seine Anfangsjahre ist wenig bekannt. Er wurde später notorisch bekannt für den Verkauf von Pillen, die angeblich gegen jede Krankheit halfen (aber giftige Schwermetalle wie Antimon und Arsen enthielten). Ward hielt sich – möglicherweise weil er in den jakobitischen Aufstand von 1715 verwickelt war – bei englischen jakobitischen Emigranten in St. Germain und in der englischen Kolonie in Dünkirchen auf und machte 1717 auf sich aufmerksam, als er wegen Wahlfälschung aus dem englischen Parlament ausgeschlossen wurde. Er verkaufte in Frankreich seine Pillen, erregte aber das Misstrauen der Behörden und wäre beinahe in der Bastille inhaftiert worden, wurde aber durch Fürsprache eines einflussreichen Engländers davor bewahrt. (John Page, dem er zum Dank später das Geheimnis seiner Pillen vererbte, was Page 1763 veröffentlichte.) 1733 wurde er von Georg II begnadigt und kehrte nach England zurück, wo er ein schwunghaftes Geschäft mit seinen Pillen begann. Er genoss die Gunst des Königs, dem er einen Daumen einrenkte. Er behandelte unter anderem Henry Fielding und wurde durch Chesterfield und Lieutenant-General Charles Churchill protegiert. Er erwarb Häuser in London, in denen er die Armen behandelte und es war Mode bei Damen der Gesellschaft, dort seine Pillen zu verteilen. Trotz Angriffen in der Presse und Gerichtsprozessen, in denen aufgedeckt wurde, dass er keine medizinische oder pharmazeutische Ausbildung genossen hatte und seine Pillen schwere Nebenwirkungen (bis zu Todesfällen) hatten, blieb er in der Gunst des Publikums, und bei der Verabschiedung eines Apothekergesetzes 1748, das eine Qualifikation der Apotheker vorsah, wurde speziell für Ward eine Ausnahme gemacht. Er wurde in Westminster Abbey begraben.
Er verkaufte auch andere Medikamente, darunter Friar's Balsam (eine Mischung von Baumharzen in Alkohol).
Als Chemiker ist er dafür bekannt, dass er die Herstellung von Schwefelsäure durch Verbrennung von Schwefel mit Salpeter unter Einleitung von Wasserdampf in England einführte. Das Verfahren stammte ursprünglich von Johann Rudolph Glauber. 1749 erhielt er darauf ein Patent. Er produzierte unter Geheimhaltung in Twickenham und dann in Richmond, wobei der Gestank den Ärger der Anwohner erregte. Bald darauf wurde 1746 von John Roebuck das Bleikammerverfahren erfunden, das die Produktion in Glasgefäßen ersetzte.